# Зграда школе на Дорћолу
Дорћолска основна школа се налази у Београду, у улици Цара Душана 23, и представља непокретно културно добро као споменик културе.

## Архитектура
Дорћолска основна школа подигнута је 1893. године по пројекту архитекте Милана Капетановића у стилу академизма 19. века. По „Правилима о грађењу школа и о намештају школском“ из 1881. године, зграда је компонована као угаони објекат и спада међу прве специјално, модерно и хигијенски грађене школе у Београду, подигнуте у целини. Зграда је испуњавала све услове за рад такве установе, почев од коришћења грађевинског материјала па до распореда просторија, њихових величина, осветљења и осталог. Зграда је пројектована са приземљем и два спрата. Засецањем угла аутор је образовао три репрезентативне фасаде. Две које се сусрећу јесу симетричне, једнаког распореда и броја прозорских отвора са наглашеним улазом, балконом и лучним прозором по оси симетрије обе фасаде које су изведене у неоренесансном стилу. Школа има сутерен, приземље и спрат, са шеснаест учионица. Зидана је опеком у кречном малтеру, са дрвеним конструкцијама, сем над сутереном где су плитки пруски сводови. Вертикална комуникација одвија се у сваком крилу са по једним степеништем. Школа је представљала узор за сву каснију изградњу школа у Србији, по достигнутом европском рангу програма и обликовања, што се огледа у низу новина, како конструктивног и обликовног карактера, тако и у опреми објекта свим инсталацијама и просторијама (гимнастичка сала, базен, гардеробе, свечана сала), до тада непознатих у основним школама Србије. Опус архитекте Милана Капетановића значајан је за проучавање архитектуре Београда на прелазу два века. Сличан пример објекта јавног карактера радио је нешто касније управо за Државну класну лутрију. Милан Капетановић је доста урадио у области стамбене архитектуре Београда.
Све до 1927. Дорћолска основна школа је била „Српска краљевска основна школа”, затим Основна школа „Јанко Веселиновић”. 1969. основна школа је премештена у Вождовац, а у зграду се уселила Техничка школа за обраду дрвета, унутрашњу декорацију и пејзажну архитектуру.